# Here We Go Magic (альбом)
Here We Go Magic — дебютный студийный альбом американской инди-рок-группы Here We Go Magic, выпущенный Western Vinyl в 2009 году. Альбом записан в основном вокалистом группы Люком Темплом.

## История
Альбом был записан вокалистом группы Люком Темплом дома на 4-дорожечном магнитофоне в течение двух месяцев. Темпл описал процесс записи: «У меня был только один том, один микрофон, синтезатор и акустическая гитара. У меня не было ни полной ударной установки, ни нормального баса, все было только на синтезаторе, который я сделал сам».

## Отзывы
| Совокупная оценка | Совокупная оценка |
| Источник          | Оценка            |
| ----------------- | ----------------- |
| Metacritic        | 72/100            |
| Оценки критиков   |                   |
| Источник          | Оценка            |
| AllMusic          | [ 3 ]             |
| Drowned in Sound  | 7/10              |
| Glide             | [ 5 ]             |
| NME               | [ 6 ]             |
| Pitchfork Media   | 7.4/10            |
| Prefix Magazine   | 6.5/10            |
| The Quietus       | (favourable)      |
| SPIN              | [ 10 ]            |
| Under the Radar   | 8/10              |

Альбом получил положительные отзывы музыкальных критиков и интернет-изданий. На сайте Metacritic, который присваивает средневзвешенную оценку из 100 баллов рецензиям основных изданий, этот релиз получил средний балл 72, основанный на нескольких рецензиях.
Тим ДиГравина, написавший для AllMusic, поставил альбому оценку 3,5/5, сказав: «Есть чем восхищаться в мечтательных, туманных мелодиях Here We Go Magic, и легко потеряться в повторяющихся, минималистичных гитарных переборах, которые занимают центральное место в половине треков». Брайан Гиринг из Glide поставил альбому четыре звезды, назвав его «гипнотическим от начальных нот до завершающей тишины» и заявив, что он «не просто звучит потрясающе; он заставляет вас слушать». Роб Уэбб из NME также был впечатлён, поставив альбому 7/10. Эрик Харви из Pitchfork Media описал альбом как «туманные электронные текстуры, бесконечно кружащиеся лирические петли, периодические вылазки в расширенные секции эмбиента и шума», поставив альбому 7,4 балла из 10. Алекс Денни, написавший для The Quietus, написал: «На альбоме нет ни одного неудачного момента. ..Magic точно, но именно вступительный залп, с его затяжным впечатлением от небольших идей, растянутых в лихорадочное пространство, действительно поёт, как стреляющие синапсы, и заставляет вас желать большего». Барри Уолтерс из SPIN дал альбому 7/10, назвав его «Действительно волшебным».

## Список композиций
1. «Only Pieces» (3:50)
2. «Fangela» (5:32)
3. «Ahab» (3:37)
4. «Tunnelvision» (4:23)
5. «Ghost List» (4:23)
6. «I Just Want to See You Underwater» (4:49)
7. «Babyohbaby — Ijustcantstanditanymore!» (2:07)
8. «Nat’s Alien» (4:27)
9. «Everything’s Big» (5:28)